# David Ragsdale
David Ragsdale (Atlanta, 3 aprile 1958) è un violinista, chitarrista e compositore statunitense famoso per essere membro dei Kansas, dopo aver sostituito lo storico membro Robby Steinhardt.

## Biografia
Ha iniziato a suonare il violino all'età di tre anni; dopo anni di studi con insegnanti di musica classica, un Bachelor of Arts in Music e quattro anni con la Tulsa Philharmonic, iniziò la sua carriera di musicista.

## Carriera

### Nei Kansas
Entra nei Kansas negli anni 1980, come violinista e chitarrista; uscito presto dalla band, vi ritorna nel 2006, in seguito al secondo abbandono di Robby Steinhardt. Dal 2009 al 2012 fa parte del gruppo Native Window, spin-off degli stessi Kansas.
Nel 2015 entra nel supergruppo progressive metal Telergy come chitarrista e violinista. A partire dal 2021, in seguito all'uscita di Zak Rizvi dalla band, si dimostra in grado di ricoprire il ruolo di chitarra solista.

### Collaborazioni
Negli anni ha collaborato con cantautori come Louise Mandrell e John Elefante, e band come The Smashing Pumpkins e  Queensrÿche. Oltre al violino, Ragsdale suona anche la chitarra elettrica, sia nelle varie band di cui ha fatto parte, sia nel suo primo album solista, David and Goliath.

## Discografia

### Con i Kansas
- Freaks of Nature, 1995
- The Prelude Implicit, 2016
- The Absence of Presence, 2020

### Con i Telergy
- 2015 – Hypatia
- 2020 – Black Swallow

### Con i Glass Hammer
- Ode to Echo, 2014

### Solista
- David and Goliath, 1997

### Collaborazioni
- 1993 - Smashing Pumpkins - Siamese Dreams
- 1997 - Queensryche - Hear of the New Frontier
- 1998 - Yupiter Coyote - Here Be Dragons
- 2000 - Salem Hill - The Robbery of Murder
- 2001 - Warmth in the Widerness - A Tribute To Jason Becker
- 2004 - Victor Gulley - My Distant Future
- 2004 - Man on Fire - Undefined Design
- 2004 - Salem Hill - Lily's Magic Moment
- 2005 - Steve Walsh - Shadowman
- 2006 - Cryptic Vision - In a World
- 2009 - Nathan Lee Jackson - Complicated Hearts
- 2013 - John Elefante - On My Way To the Sun